# Genízaros

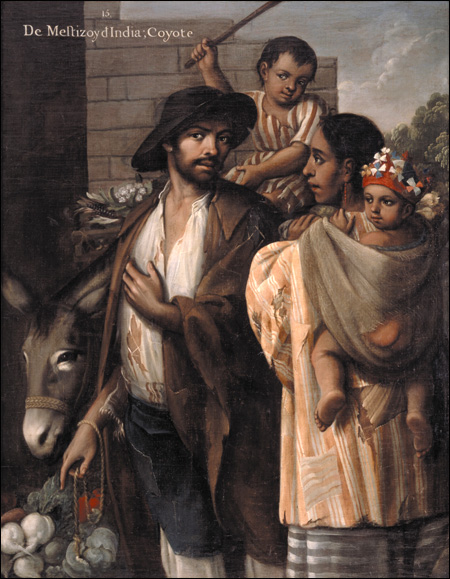
Indianer verschiedener Stämme, die in Neumexiko in die spanischstämmige Kultur integriert wurden, nannte man Genízaros

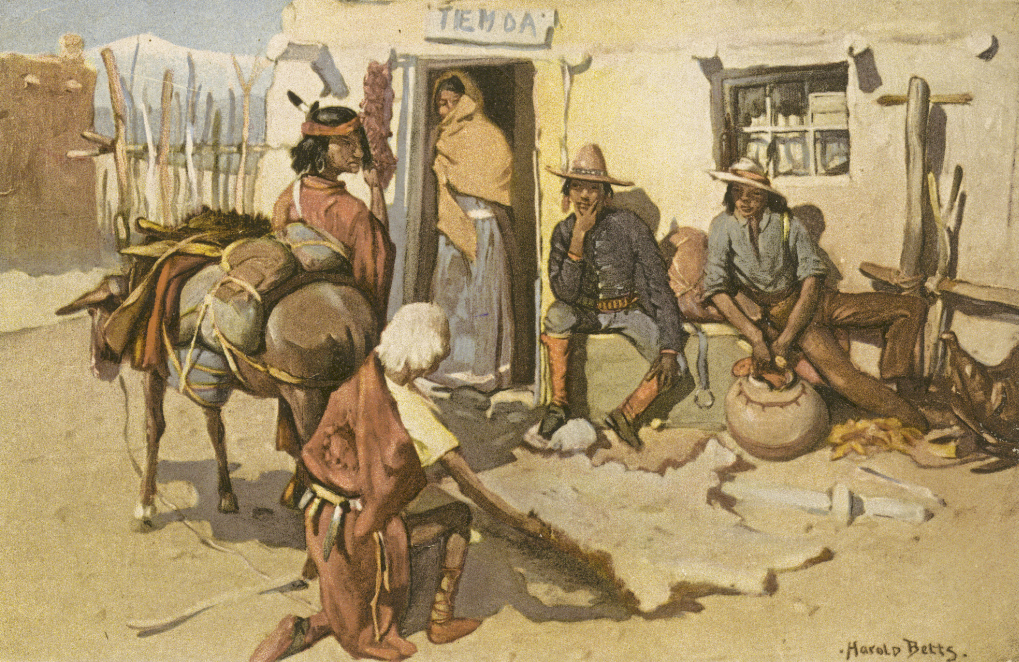
New Mexikos spanisch-mexikanische Kultur sowie etliche indianische Kulturen waren der Schmelztiegel für die „neue“ Ethnie

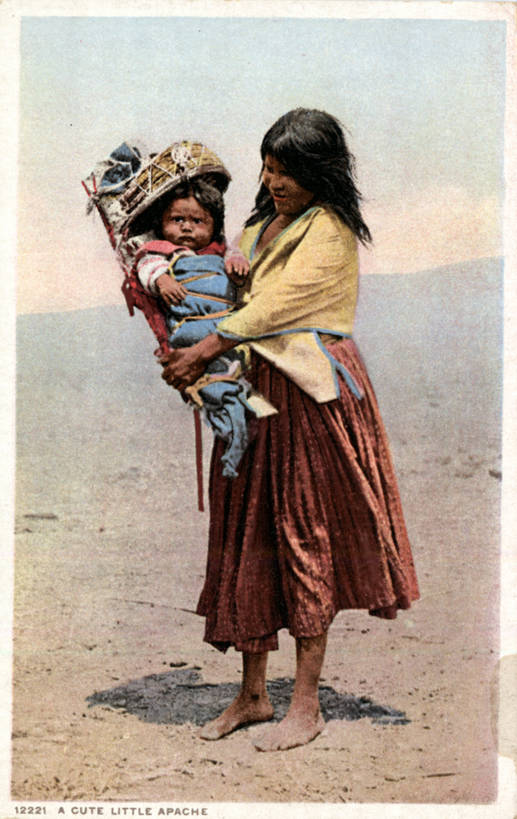
Kinder von nomadisierenden Indianerstämmen wurden von den Spaniern häufig versklavt (Apachenmädchen)

Genízaros d͡ʒɛniˈsɛrəs (deutsch „Chenießaros“, „ch“ wie in „Dach“) nannte man vom 18. bis zum 19. Jahrhundert im neuspanischen New Mexico und auf den angrenzenden südlichen Great Plains (Texas) Indianer verschiedener Stämme (vorwiegend Präriestämme des Südens, keine Pueblos), die kulturell von der spanischstämmigen Mehrheitsgesellschaft assimiliert worden waren und entweder als Dienstboten in spanischen Haushalten oder in eigenen Siedlungen lebten.
Nach Schätzungen bestanden etwa 10 bis 30 Prozent der sesshaften Bevölkerung zur Kolonialzeit aus solchen Personen.
Im Jahr 2007 wurden ihre Nachfahren, die aus Ehen zwischen Indianern, Hispanos und weißen Amerikanern hervorgegangen sind  (siehe auch: Mestizen), und sich heute als eigenständige Ethnie verstehen, von der Regierung New Mexicos unter dem Namen Genízaros als indigene Gruppe anerkannt.

## Etymologie
Aufgrund der im Englischen sehr ähnlichen Aussprache von Genízaros und Janissaries sowie einer ähnlichen Geschichte dieser beiden Volksgruppen ist häufig zu lesen, dass sich der Begriff von den Janitscharen herleiten würde, einer Elitetruppe der osmanischen Herrscher, die aus gefangenen und später zum Islam konvertierten Christen bestand.
Die zweite These ist die Herleitung aus der spanischen Wortwurzel *geno- – für Abstammung oder Rasse – mit den Suffixen -izo – Handlungsperson – und -aro – Gruppe. In einem Schreiben aus dem Jahr 1872 erklärte Bruder Juan Augustin Morfi: „Dieser Name wird den Kindern der Gefangenen verschiedener Nationen gegeben, die in der Provinz geheiratet haben.“ Der Begriff wurde dann für Indianer verschiedener Stämme verwendet, die in ihren Stammesgesellschaften geboren waren, aber in der spanischen Kultur New Mexicos lebten.

## Geschichte

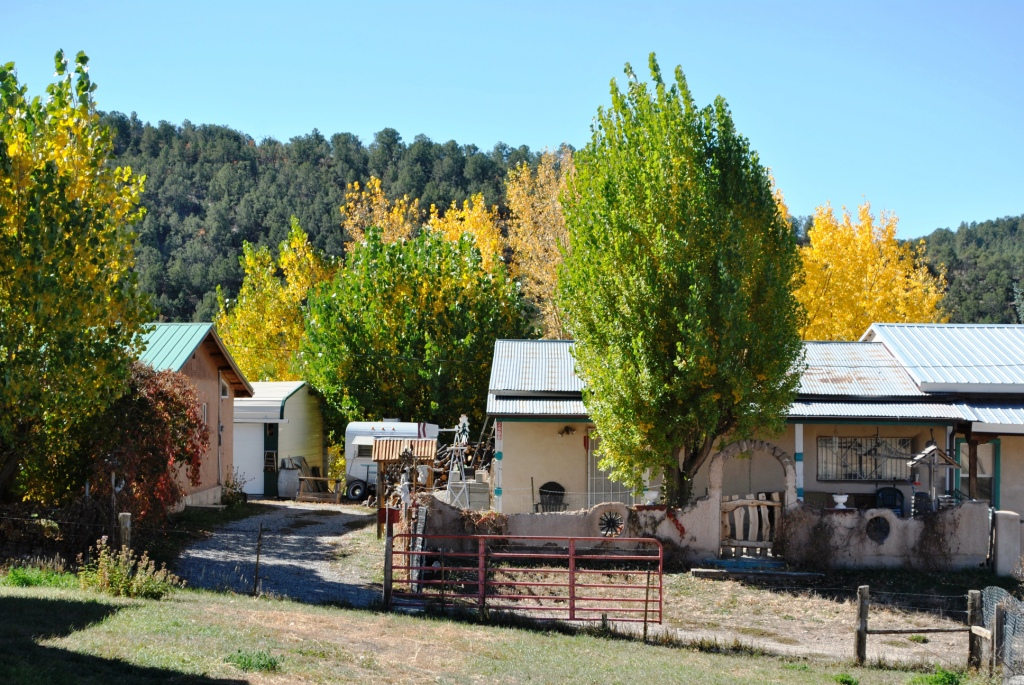
Santo Tomas Apostol del Rio de Las Trampas, als zweite Siedlung nach Belen mit 12 Genízarofamilien aus Santa Fe 1751 gegründet.

Als der Begriff Genízaros zu Anfang des 18. Jahrhunderts aufkam, wurde er in abwertender Art und Weise für Indianer verschiedener nomadisch lebender Stämme der südlichen Prärien und New Mexikos verwendet, die unter den spanischstämmigen Siedlern lebten und weitgehend hispanisiert waren. Ursprünglich handelte es sich um Kriegsgefangene oder von Spaniern freigekaufte Sklaven verfeindeter Stämme. Unter dem Vorwand, die „Barbaren“ in der Obhut eines spanischen Hausherren zu christlichen und „zivilisierten“ Menschen zu erziehen, wurden sie als zwangsverpflichtete Diener oder Arbeiter eingesetzt. In der Mehrzahl handelte es sich um Kinder und Frauen, die aufgrund des Arbeitskräftemangels willkommen waren. Auf diese Weise konnten sich einige Genízaros im Laufe der Zeit freikaufen. Dies brachte ihnen jedoch keine Verbesserung ihres niedrigen Ansehens ein.
Ihren sozialen Status konnten sie nur verbessern, indem sie der neuspanischen Regierung dienten: Entweder stellten sie sich als Siedler für Ortsgründungen im ständig umkämpften Grenzraum zur Verfügung und bewiesen damit ihre Loyalität im Kampf gegen feindliche Indianer. Dazu waren oftmals ihre Kenntnisse indianischer Sprachen und kultureller Eigenarten hilfreich. Die strategische Planung dieser neuen Siedlungen war zwischen 1740 und 1800 entscheidend für die Präsenz der Spanier in New Mexico, um die Städte Santa Cruz, Santa Fe und Albuquerque sowie die Missionsgemeinden bei den Pueblo-Indianern vor Angriffen der Navajo, Ute, Comanche, Apachen und Kiowa zu beschützen.
Einige Genízaros machten sich dabei als besonders geschickte Kämpfer einen Namen. Solche Aufgaben waren mit großen Risiken verbunden, wurden jedoch auch materiell durch Landbesitz entlohnt. Diese Ansiedlungspolitik führte zur Entstehung einiger Orte (wie etwa Belen, Abiquiú und Socorro), die in der Anfangszeit ausschließlich von Genízaros bewohnt wurden und die Bildung einer eigenen kulturellen Identität förderten. Im Laufe einiger Generationen gewannen die Merkmale der spanischen Kultur immer mehr die Überhand.
Nach dem Ende des Mexikanisch-Amerikanischen Krieges 1848 verschob sich die Grenze weit nach Süden, sodass die Siedlungen nunmehr im Inland lagen. Mit der Ausbreitung der angloamerikanischen Kultur geriet der Begriff Genízaros in Vergessenheit. Zudem endete der Nachschub durch erneute Gefangennahmen von Indianern.
Zu diesem Zeitpunkt verstanden sich die Angehörigen der Genízaro-Gemeinden jedoch bereits als eigenständige Ethnie und Kultur, deren Bestrebungen zur staatlichen Anerkennung als Indigenes Volk im Jahr 2007 führte. Gegenwärtig stellen sie einen Großteil der Bevölkerung des Stadtteiles South Valley von Albuquerque sowie bedeutende Teile der Bevölkerung des nördlichen New Mexicos und des südlichen Colorados.

## Berühmte Genízaros

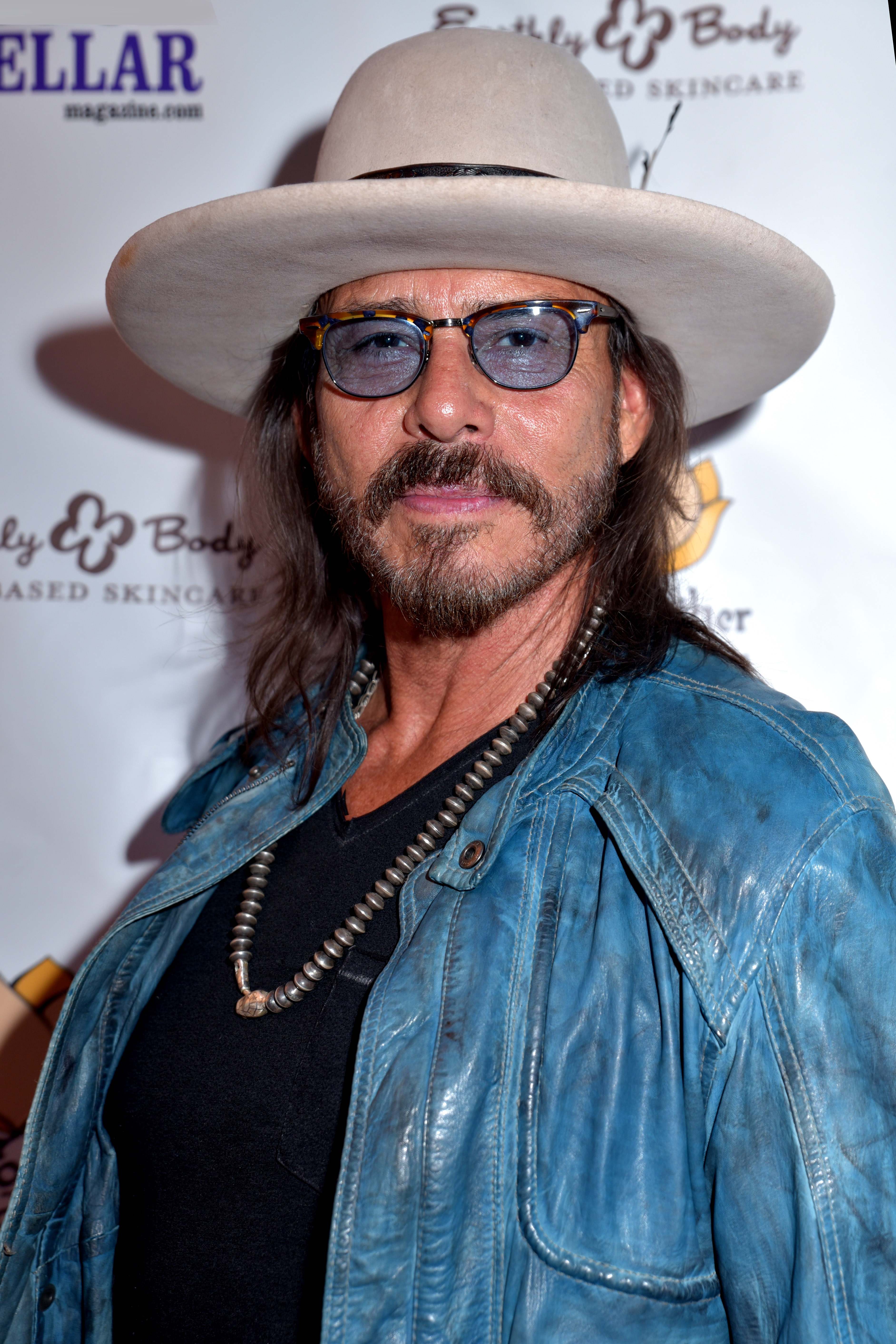
Raoul Trujillo

- Raoul Trujillo (* 1955), Schauspieler, Tänzer und Choreograf